# SV Weingarten (Pfalz)
Der SV Weingarten 1946 war ein Sportverein aus dem pfälzischen Weingarten. Der Verein wurde überregional bekannt, als die Fußballmannschaft des SV Weingarten im Jahr 2002 in die Oberliga Südwest aufstieg. Der SV Weingarten wurde 1946 gegründet und musste 2005 Insolvenz anmelden. Daraufhin wurde mit dem SV Weingarten 2007 ein Nachfolgeverein gegründet. 

## Geschichte

### Sportvereine in Weingarten bis 1945
Schon vor dem Zweiten Weltkrieg gründeten sich in Weingarten einige Sportvereine. Der 1921 gegründete Freie Sportverein Weingarten konnte ebenso wie die ursprünglich katholisch geprägte DJK eine Fußballmannschaft aufbieten. 1933 wurden beide Vereine aufgelöst und mit dem Fußball-Verein Volksgemeinschaft ein Nachfolgeverein gegründet. Ihn ereilte das gleiche Schicksal wie viele andere Vereine in Deutschland auch: Er wurde im Zweiten Weltkrieg aufgelöst. Zuvor waren bereits viele Spieler zur Wehrmacht einberufen worden.

### SV Weingarten 1946
Nach dem Krieg schlossen sich rasch einige Sportbegeisterte in Weingarten zusammen und gründeten 1946 den Sportverein Weingarten 1946. Neben Fußball wurde auch Handball angeboten. Die Saison 1948/49 endete mit einem ersten Erfolg für Weingartens Fußballer: Man gewann die Kreismeisterschaft im Kreis Germersheim. In den folgenden Jahrzehnten spielte der Verein meist auf Kreisebene, konnte allerdings einige Kreismeisterschaften feiern.
Das Vereinsgelände erhielt man 1947 von der Gemeinde. Von 1959 bis 1962 und von 1974 bis 1977 wurden jeweils in Eigenleistung Vereinsheime errichtet.

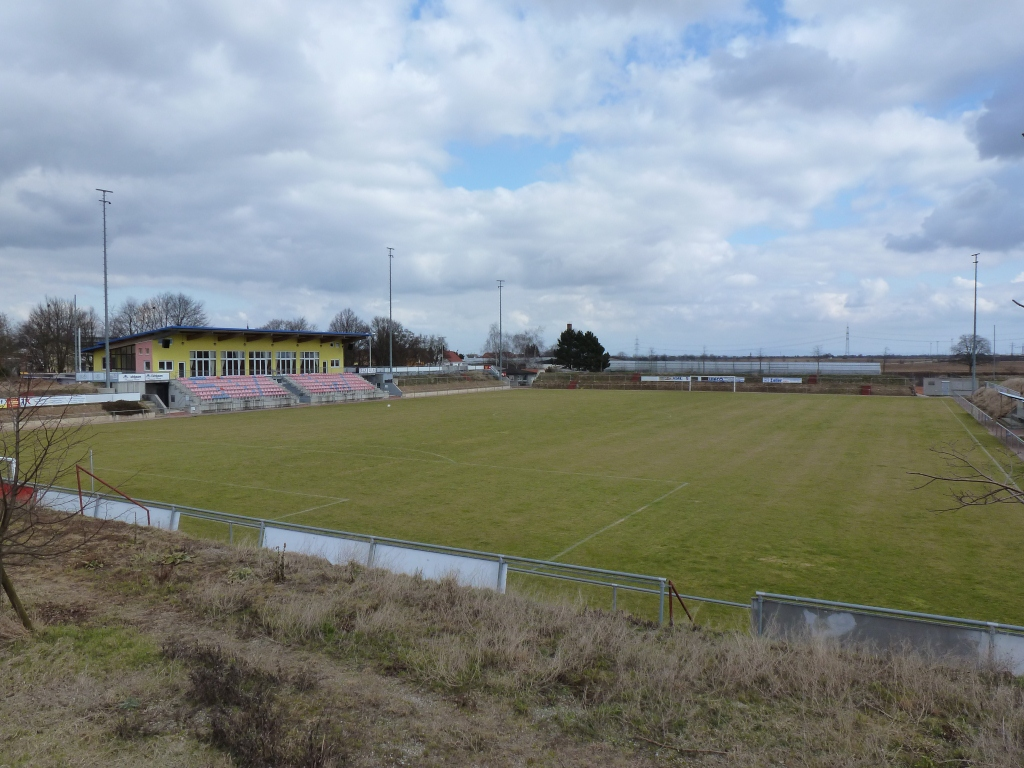
Die „Arena“ des SV Weingarten

In den 1990er Jahren wurden Freundschaftsspiele gegen Borussia Dortmund (1992) und gegen den FC Schalke 04 (1996, zum 50-jährigen Vereinsjubiläum) organisiert. Ende jenes Jahrzehnts begann auch der sportliche Aufschwung. Möglich wurde dies durch finanzielle Zuwendungen und Kontakte eines Mäzens. Als Neuling der Bezirksliga Vorderpfalz stieg der SVW 1999 direkt als Meister in die Landesliga auf, in der man das gleiche Kunststück wiederholen konnte. In der Verbandsliga Südwest konnte im zweiten Jahr (2001/02) die Meisterschaft errungen werden. Somit trat die Mannschaft ab 2002 in der Oberliga an. Als Trainer verantwortlich für die Aufstiege war Helmut Behr.
2002 wurde auch mit dem Neubau der Vereinsanlage begonnen. Hierzu wurde das Spielfeld verlegt und u. a. eine Tribüne errichtet. Die Anlage, die als „Arena“ bezeichnet wird, fasst 6500 Zuschauer.
In der Oberliga spielte man auch gleich eine gute Rolle und wurde in der ersten Saison Siebter. Als Trainer hatte Peter Rubeck Helmut Behr abgelöst. In der zweiten Spielzeit war Weingarten gar für einige Zeit Tabellenführer, hatte aber zum Saisonende vier Punkte Rückstand auf den Meister TuS Koblenz. Nach dem ersten Spieltag der Folgesaison 2004/05 trat Rubeck von seinem Traineramt zurück. Sein Rücktritt, begründete sich, wie später bekannt wurde, auch in verspäteten Gehaltszahlungen, die es seit Herbst 2003 gab. So wollte er auch „ein Zeichen setzen“ und sich vor die Spieler stellen, die ebenfalls von den Unregelmäßigkeiten betroffen waren. Nachfolger wurde Günther Birkle, mit dem der SVW die Saison 2004/05 als Fünfter beendete.
2005 wurden die finanziellen Schwierigkeiten, die vor allem aus dem Bau der Arena resultierten, akut. Verschiedene Rettungsversuche scheiterten und Ende Juli 2005 wurden alle Mannschaften vom Spielbetrieb abgemeldet. Der Verein war insolvent.

### SV Weingarten 2007
Im November 2007 wurde mit dem SV Weingarten 2007 ein Nachfolgeverein gegründet, der seitdem im Ligensystem auf Kreisebene spielt.

## Erfolge
- Aufstieg in die Oberliga Südwest 2002

## Bekannte Spieler
- Steffen Bohl
- Gerhard Settelmeyer